# Kabal (Farkaševac)
Kabal is een plaats in de gemeente Farkaševac in de Kroatische provincie Zagreb. De plaats telt 172 inwoners (2001).